# Éric Cantona
Éric Daniel Pierre Cantona (Marseille, 24. svibnja 1966.) bivši je francuski nogometaš. Profesionalnu karijeru je završio u Manchester Unitedu s kojim je osvojio Premier ligu četiri puta u pet godina, uključujući  i dva Liga i FA kupa. U Manchesteru je stekao veliku popularnost i status ikone kluba, te su ga navijači 2001. godine izabrali za najboljeg igrača stoljeća i dali mu nadimak King Eric (Kralj Eric).
Bio je od 2005. pa do 2011. godine trener francuske reprezentacije u nogometu na pijesku.
Godine 2017. glumio je u hrvatskom filmu Dejana Aćimovića "Anka" kao Brazilijanac.